# Notorious Gallagher
Notorious Gallagher er en amerikansk stumfilm fra 1916 af William Nigh.

## Medvirkende
- William Nigh som Buttsy Gallagher.
- Jules Cowles som Michael Gallagher.
- Roy Applegate som Winters.
- R.A. Bresee som Gus Ewing.
- Robert Elliott som Robert Ewing.